# 圣皮埃尔贝勒维
圣皮埃尔贝勒维（法語：Saint-Pierre-Bellevue，法語發音：[sɛ̃ pjɛʁ bɛlvy]）是法国克勒兹省的一个市镇，属于盖雷区。

## 地理
圣皮埃尔贝勒维（45°54'57"N, 1°53'18"E）面积32.78 平方千米，位于法国新阿基坦大区克勒兹省，该省份为法国中部省份，位于法國中央高原西北部，北起安德尔省和谢尔省，西接维埃纳省，南至科雷兹省，东临多姆山省，东北与阿列省接壤。
与圣皮埃尔贝勒维接壤的市镇（或旧市镇、城区）包括：勒蒙泰伊欧维孔特、瓦西维耶尔湖畔鲁瓦耶尔、圣帕尔杜莫尔特罗莱、维达亚。

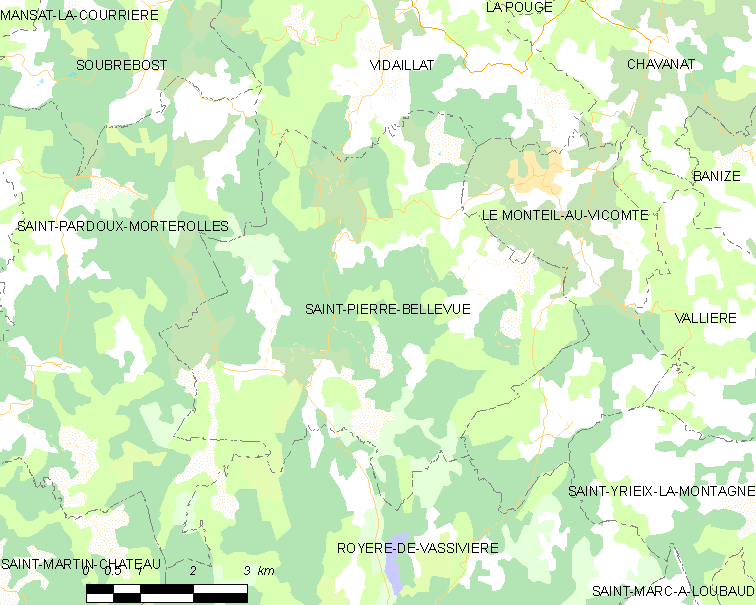
圣皮埃尔贝勒维的OSM定位图

圣皮埃尔贝勒维的时区为UTC+01:00、UTC+02:00（夏令时）。

## 行政
圣皮埃尔贝勒维的邮政编码为23460，INSEE市镇编码为23232。

## 政治
圣皮埃尔贝勒维所属的省级选区为布尔加讷夫县。

## 人口

1962-2008年间圣皮埃尔贝勒维人口变化图示

圣皮埃尔贝勒维于2022年1月1日时的人口数量为213人。